# Prezydent Czech
Prezydent Republiki Czeskiej (czes. Prezident České republiky) – głowa państwa czeskiego i naczelny dowódca sił zbrojnych Czech. Obok premiera stanowi drugi organ władzy wykonawczej Czech.

## Wybory prezydenckie

### 1993–2013
Do 2013 prezydent Czech był wybierany przez obie izby parlamentu, czyli Izbę Poselską (200 posłów) i Senat (81 senatorów) na wspólnym posiedzeniu. Wybory przeprowadzano w czasie ostatnich 30 dni kadencji urzędującej głowy państwa. W razie opróżnienia stanowiska wybory odbywały się w okresie 30 dni od zaistniałej sytuacji.
Kandydatem mógł zostać obywatel posiadający bierne prawo wyborcze do Senatu (to jest przekroczył 40. rok życia i miał czynne prawo wyborcze w wyborach do obu izb parlamentu). Nikt nie mógł być wybrany na więcej niż dwie 5-letnie kadencje z rzędu. Prawo do zgłoszenia kandydata na prezydenta miała grupa 10 posłów lub 10 senatorów.
Obie izby głosowały odrębnie. Kandydat zostawał wybrany na prezydenta, jeśli uzyskał bezwzględną większość głosów pełnego składu Izby Poselskiej (co najmniej 101) i bezwzględną większość głosów pełnego składu Senatu (co najmniej 41). Jeżeli pierwsza tura wyborów nie rozstrzygała wyniku wyborów, w ciągu kolejnych 14 dni przeprowadzano drugą turę głosowania.
W drugiej turze brał udział kandydat z największą liczbą głosów zdobytych w Izbie Poselskiej oraz kandydat, który zdobył największą liczbę głosów w Senacie (mogła to być ta sama osoba, co zdarzyło się w 1998). Jeżeli więcej niż jeden kandydat uzyskał taką samą największą liczbę głosów w Izbie Poselskiej lub taką samą największą liczbę głosów w Senacie, głosy obu izb sumowano i w drugiej turze brał udział kandydat, który uzyskał największą liczbę głosów w całym parlamencie. Aby zostać wybranym w tej turze, kandydat musiał uzyskać poparcie bezwzględnej większości obecnych na sali posłów i bezwzględnej większości obecnych na sali senatorów.
Jeżeli druga tura wyborów nie wyłoniła głowy państwa, w ciągu dalszych 14 dni przeprowadzano trzecią turę z udziałem tych samych kandydatów. Wygrywał w niej ten, który uzyskał bezwzględną większość głosów spośród wszystkich obecnych na sali posłów i senatorów. W przypadku braku rozstrzygnięcia trzeciej tury wybory przeprowadzano od początku.

### Od 2013
W 2013 po raz pierwszy prezydent został wybrany w bezpośrednich, powszechnych i równych wyborach w tajnym głosowaniu. Kandydatem obecnie może zostać każda osoba, która ma prawo wybieralności do Senatu, a wybrana może być na nie więcej niż dwie kadencje z rzędu. Na urząd prezydenta może kandydować każda osoba, która posiada czynne prawo wyborcze oraz ukończyła 40 lat. Aby kandydat został wybrany na prezydenta musi w pierwszej turze głosowania otrzymać więcej niż 50% ważnych głosów. Jeśli taka sytuacja nie zaistnieje, przeprowadza się drugą turę wyborów, w której bierze udział 2 kandydatów z największą liczbą głosów otrzymanych w pierwszej turze. Jeżeli kilku kandydatów otrzyma największą liczbę głosów, biorą oni udział w drugiej turze głosowania, a oprócz nich kandydat z drugim wynikiem. Jeżeli druga tura wyborów pozostanie nierozstrzygnięta (kandydaci z najwyższym wynikiem będą mieli taki sam wynik), nowe wybory zostają ogłoszone w ciągu 10 dni. Jeśli kandydat, który zakwalifikował się do drugiej tury wyborów, zrezygnuje po pierwszej turze wyborów, zastępuje go kolejna osoba z niższym wynikiem. Druga tura odbywa się nawet, gdy bierze w niej udział tylko jeden kandydat.
Każdy pełnoletni obywatel, który ma czynne prawo wyborcze, może zgłosić kandydata na prezydenta. Każdy taki wniosek musi być poparty 50 tys. podpisów innych osób mogących brać udział w głosowaniu. 20 posłów lub 10 senatorów może także zaproponować kandydata na prezydenta.
Wybory odbywają się w ciągu 60 ostatnich dni urzędującego prezydenta, jednak 30 dni przed zakończeniem jego kadencji. Jeśli urząd pozostaje opróżniony, wybory odbywają się w ciągu 90 dni.
Datę wyborów ogłasza przewodniczący Senatu najpóźniej 90 dni przed przeprowadzeniem wyborów. Jeżeli urząd pozostaje opróżniony, datę wyborów ogłasza się najpóźniej 10 dni przed głosowaniem i jednocześnie 80 dni przed wyborami. W przypadku opróżnienia urzędu przewodniczącego Senatu, datę wyborów ogłasza przewodniczący Izby Poselskiej.
Prezydent elekt składa przysięgę przed przewodniczącym Senatu na połączonym posiedzeniu obu izb Parlamentu. Prezydent elekt składa przysięgę następnego dnia po wygaśnięciu mandatu poprzedniego prezydenta. Oznacza to, że przez kilkanaście godzin (od północy do około godziny 14) urząd prezydenta jest nieobsadzony, a nad Hradem nie powiewa sztandar prezydencki, zamknięta jest Brama Gigantów. Przysięga ma następującą treść:

Ślubuję wierność Republice Czeskiej. Ślubuję, że będę przestrzegać jej Konstytucji i ustaw. Ślubuję na swój honor, że swój urząd będę sprawować w interesie całego ludu i według swego najlepszego przekonania i sumienia

Po wypowiedzeniu słów ślubowania prezydent elekt składa podpis pod tekstem przysięgi. Z chwilą podpisania przejmuje urząd prezydenta.
Jeżeli prezydent elekt odmawia złożenia przysięgi lub składa ją z zastrzeżeniami, nie zostaje wybrany na ten urząd. Prezydent może złożyć dymisję na ręce przewodniczącego Senatu. W przypadku opróżnienia stanowiska (prezydent nie został jeszcze wybrany lub nie złożył jeszcze przysięgi) obowiązkami prezydenta dzielą się premier i przewodniczący Izby Poselskiej. W sytuacji, kiedy parlament jest rozwiązany, obowiązki prezydenta przejmuje przewodniczący Senatu.

## Uprawnienia prezydenta
Prezydent:
- powołuje i odwołuje premiera, ministrów i przyjmuje dymisję rządu;
- zwołuje sesję Zgromadzenia Narodowego;
- może rozwiązać parlament;
- powierza rządowi tymczasowe wykonywanie obowiązków po jego dymisji;
- powołuje prezesa, wiceprezesa i sędziów Sądu Konstytucyjnego;
- mianuje prezesa i wiceprezesa Sądu Najwyższego;
- stosuje prawo łaski, również w postaci abolicji indywidualnej;
- ma prawo odesłać ustawy z powrotem do parlamentu;
- podpisuje ustawy
- powołuje prezesa i wiceprezesa Najwyższego Urzędu Kontroli;
- powołuje członków Rady Bankowej Czeskiego Banku Narodowego;
- reprezentuje państwo czeskie;
- negocjuje i ratyfikuje umowy międzynarodowe osobiście lub oddelegowuje do tego rząd lub poszczególnych ministrów;
- jest naczelnym dowódcą sił zbrojnych;
- mianuje szefów misji dyplomatycznych;
- ogłasza wybory do Izby Poselskiej i Senatu;
- może przyznawać odznaczenia państwowe;
- mianuje sędziów;
- może wnosić wnioski w celu ponownego rozpoczęcia niesłusznie zakończonego postępowania lub w celu zakończenia postępowania karnego;
- ma prawo wydawać amnestie;
- może brać udział w posiedzeniach obu izb parlamentu oraz posiedzeniach rządu i zabierać głos w czasie tych posiedzeń[1].

## Odpowiedzialność karna
Wobec prezydenta nie może być zastosowany areszt, nie może być pociągany do odpowiedzialności karnej i ścigany za przestępstwo czy wykroczenie administracyjne. Prezydent może być oskarżony o zdradę stanu przed Sądem Konstytucyjnym na wniosek Senatu. Jedyną karą, jaką można zastosować wobec prezydenta, jest pozbawienie stanowiska i dożywotni zakaz ubiegania się o urząd prezydenta. Prezydent nie może być sądzony w sprawie czynów karalnych, które popełnił w czasie trwania kadencji.
Prezydent nie ponosi odpowiedzialności za wykonywanie funkcji. Decyzje prezydenta wymagają kontrasygnaty premiera lub określonego ministra, którzy odpowiadają za decyzje podjęte przez prezydenta.